# Вульфстан (путешественник)
Вульфстан — один из двух мореходов конца IX века, чьи донесения включены в староанглийский перевод сочинений Орозия, долгое время приписывавшийся самому Альфреду Великому. Второго морехода звали Оттар. Донесение Вульфстана касается 7-дневного плавания из Хедебю в Трусо на берегу озера Друзно в земле пруссов (эстов):

Вульфстан сказал, что он вышел из Хэтума, что он был в Трусо через семь дней и ночей, что корабль весь путь шел под парусами. Справа по борту была земля венедов, а слева — Длинный остров и Лэланд, и Фальстер, и Прекрасный остров; и все эти земли принадлежат Денемеарку. И далее слева от нас был Бургендаланд, и у них есть свой собственный король. Далее, за землей бургендов, слева от нас были те земли, которые называются сначала Блекингаэг и Меоре, и Эоланд, и Готланд; и эти земли принадлежат Свеону и земля венедов была справа от нас на всем пути до устья Висле. Висле — очень большая река, и она разделяет Витланд и землю венедов; а Витланд принадлежит эстам, а Висле вытекает из земли венедов и впадает в Эстмере; а ширина Эстмере не менее пятнадцати миль. Далее на востоке в Эстмере впадает Илфинг из озера, на берегу которого стоит Трусо; и они вытекают вместе в Эстмере, Илфинг с востока от Эстланда, а Висле с юга от Винодланда. И далее Висле дает Илфингу своё название и вытекает из этого озера с запада на север в море; и поэтому называется это [место] устьем Висле.
Историки спорят, кем был Вульфстан — датчанином или англосаксом, военным или купцом. Не исключено, что он плавал в Трусо по поручению Альфреда Великого. Его донесение имеет важное значение для локализации загадочного Трусо. Кроме того, это первый текст, где упоминается название страны Дании (в форме «Денемеарк»).
Вульфстан в записке о своем путешествии от 890 года сообщает первые довольно определительные и важные исторические сведения о юго-западном побережьи Балтийского моря и его обитателях. 